# Pannalal Bhattacharya
Pannalal Bhattacharya (পান্নালাল ভট্টাচার্যয্) (Bengala Occidental, 1930 - Calcuta, 27 de marzo de 1966) fue uno de los mejores cantantes de Bengala.[cita requerida]
La mayoría de sus canciones fueron escritas por Ramprasad Sen y Kamalakanta Bhattacharya, que eran poetas shaktistas. 
Pannalal era hermano menor del cantante Dhananjay Bhattacharya, y desarrolló su propio estilo especial para cantar e interpretar el tema musical "Shyama Sangeet". Su nterpretación de esta tonada sigue siendo muy recordada.
Pannalal Bhattacharya se suicidó a la edad de 36 años.